# Schachbundesliga 2012/13 (Schweiz)
Die Saison 2012/13 der Schweizer Bundesliga im Schach sah einen Zweikampf um den Titel zwischen dem Schachklub Réti Zürich und dem SC Lyss-Seeland, den die Zürcher dank des Sieges im direkten Vergleich für sich entscheiden konnten. Der Titelverteidiger ASK Winterthur landete abgeschlagen auf dem vierten Platz. Aus der 2. Bundesliga waren aufgrund zweier Rückzüge nach der Saison 2011/12 mit der SG Riehen, dem SC Bodan und dem SC Kirchberg drei Mannschaften aufgestiegen. Während Bodan und Kirchberg den Klassenerhalt erreichten, musste Riehen direkt wieder absteigen. Zu den gemeldeten Mannschaftskadern der teilnehmenden Vereine siehe Mannschaftskader der schweizerischen 1. Bundesliga im Schach 2012/13.

## Abschlusstabelle
| Pl. | Verein                 | Sp | G | U | V | MP   | Brett-P.  |
| --- | ---------------------- | -- | - | - | - | ---- | --------- |
| 01. | Schachklub Réti Zürich | 7  | 6 | 0 | 1 | 12:2 | 37,5:18,5 |
| 02. | SC Lyss-Seeland        | 7  | 4 | 2 | 1 | 10:4 | 30,5:25,5 |
| 03. | SC Kirchberg (N)       | 7  | 3 | 1 | 3 | 7:7  | 27,0:29,0 |
| 04. | ASK Winterthur (M)     | 7  | 3 | 0 | 4 | 6:8  | 27,5:28,5 |
| 05. | Schwarz-Weiss Bern     | 7  | 3 | 0 | 4 | 6:8  | 26,5:29,5 |
| 06. | SV Wollishofen         | 7  | 3 | 0 | 4 | 6:8  | 24,5:31,5 |
| 07. | SC Bodan (N)           | 7  | 2 | 1 | 4 | 5:9  | 25,0:31,0 |
| 08. | SG Riehen (N)          | 7  | 2 | 0 | 5 | 4:10 | 25,5:30,5 |

## Entscheidungen
|     | Schweizer Bundesmeister: Schachklub Réti Zürich |
|     | Absteiger in die 2. Bundesliga: SG Riehen       |
| (M) | Meister der letzten Saison                      |
| (N) | Aufsteiger der letzten Saison                   |

## Kreuztabelle
| Ergebnisse | Ergebnisse             | 01. | 02. | 03. | 04. | 05. | 06. | 07. | 08. |
| ---------- | ---------------------- | --- | --- | --- | --- | --- | --- | --- | --- |
| 01.        | Schachklub Réti Zürich |     | 5   | 5½  | 6½  | 5½  | 3½  | 6   | 5½  |
| 02.        | SC Lyss-Seeland        | 3   |     | 4   | 5   | 4½  | 5½  | 4   | 4½  |
| 03.        | SC Kirchberg           | 2½  | 4   |     | 3½  | 5   | 2½  | 5   | 4½  |
| 04.        | ASK Winterthur         | 1½  | 3   | 4½  |     | 6   | 5½  | 3½  | 3½  |
| 05.        | Schwarz-Weiss Bern     | 2½  | 3½  | 3   | 2   |     | 5½  | 5   | 5   |
| 06.        | SV Wollishofen         | 4½  | 2½  | 5½  | 2½  | 2½  |     | 2½  | 4½  |
| 07.        | SC Bodan               | 2   | 4   | 3   | 4½  | 3   | 5½  |     | 3   |
| 08.        | SG Riehen              | 2½  | 3½  | 3½  | 4½  | 3   | 3½  | 5   |     |

## Aufstiegsspiel zur 1. Bundesliga
Für das am 1. Juni stattfindende Aufstiegsspiel qualifizierten sich mit Cercle d’échecs de Nyon und dem SC Gonzen die Sieger der beiden Zweitligastaffeln.
Nyon gewann den Wettkampf mit 4½:3½ und stieg damit in die 1. Bundesliga auf.
| SC Gonzen         | Cercle d’échecs de Nyon | Ergebnis |
| ----------------- | ----------------------- | -------- |
| Imre Héra         | Murtez Ondozi           | ½:½      |
| Vjekoslav Vulevic | Gabriele Botta          | 1:0      |
| Valery Atlas      | Claudiu Prunescu        | 1:0      |
| Ali Habibi        | Aurelio Colmenares      | 0:1      |
| Ingo Meyer        | Holger Rasch            | ½:½      |
| Dimitry Atlas     | Alexis Skouvaklis       | ½:½      |
| Pierre Dübon      | Lindo Duratti           | 0:1      |
| Guido Neuberger   | Laurent Vilaseca        | 0:1      |

## Die Meistermannschaft
| 1.            | SK Réti Zürich |
| Schachfiguren | Wladimir Malachow, Alexei Drejew, Christian Bauer, Yannick Pelletier, Sebastian Bogner, Mihajlo Stojanović, Severin Papa, Simon Kümin, Matthias Gantner, Monika Seps, Francesco Antognini, Markus Räber, Simon Widmer, Lorenz Wüthrich, Adrian Siegel. |